# Quaudiophiliac
Quaudiophiliac (reso graficamente QuAUDIOPHILIAc) è un album di Frank Zappa pubblicato postumo nel settembre 2004.
L'album è una raccolta di registrazioni sperimentali realizzate in quadrifonia nel corso degli anni settanta. Prodotto inizialmente da Zappa e completato poi dal figlio Dweezil, rappresenta la sua prima esperienza di musica con effetti di surround. Zappa utilizzò una selezione di brani di preparazione per i suoi album che furono scartati al momento della selezione finale. Quaudiophiliac doveva essere la prima di una serie di pubblicazioni finalizzate a rendere pubblico questo materiale.
Molti dei brani presenti in Quaudiophiliac quindi sono inediti o erano stati pubblicati solo in versione riadattata. Sono presenti brani registrati nei primi anni settanta, come Chunga Basement, rielaborazione della title track di Chunga's Revenge (1970) e tre brani registrati nel 1975 durante una serie di concerti con la Abnuceals Emuukha Electric Orchestra, pubblicati anche in Orchestral Favorites (1979).

## Tracce
1. Naval Aviation In Art? – 1:34
2. Lumpy Gravy – 1:05
3. Rollo – 6:00
4. Drooling Midrange Accountants On Easter Hay – 2:15
5. Wild Love – 4:07
6. Ship Ahay – 5:47
7. Chunga Basement – 11:48
8. Venusian Time Bandits – 1:54
9. Waka/Jawaka – 13:23
10. Basement Music #2 – 2:43